# Владимир Полић
Др. Владимир Полић је био југословенски ватерполо репрезентативац, војни лекар и пуковник ЈНА.

## Биографија
Као средњошколац у Сушаку ступио је у редове напредне сушачке омладине. Године 1943. ухапшен је због сарадње са НОП, али је исте године условно пуштен и одлази у НОБ. Завршивши курс за санитетске официре при Главном штабу Хрватске, постаје референт санитета Тринаесте приморско-горанске и 43. истарске дивизије Четврте армије.
Медицински факултет је завршио 1947. у Загребу, када постаје војни лекар у Загребу, Београду и Сплиту. Умро је као управник Војне болнице у Загребу. 
Био је заступник у Социјално-здравственом вијећу Сабора СР Хрватске од 1963—67, а 1972. је изабран за председника Загребачке здравствене субрегије.

## Спортска биографија
Уз политички и душтвени рад интензивно се бавио спортом. На првим Бакланским играма у пливању и ватерполу у Сплиту 1946. био је члан репрезентације Југославије и члан Организационог одбора. На другим у Будимпешти 1947. био је у стручном вођству репрезентације.
Године 1947/48. је играо у ЦДЈА Партизану, Београд и био члан његове управе. На гостовању Патризана у Чехословачкој био је играч и лекар екипе. Од 1948/49 је у СД ЈРМ Морнар (Сплит).
Био је истакнути функционер Збора судија Пливачког савеза Хрватске (од 1948 члан, а од 1951—54 потпредседник). Од 1951. до 1971. (осим 1955) на челу је Савеза судија Пливачког савеза Југославије. Био је савезни капитен ватерполо репрезентације Југославије од 1954. до 1960, коју је водио на Летње олимпијске игре 1956. у Мелбурн и 1960. у Рим.
Као међународни ватерполо судија (1949—60) судио је утакмице на олимпијским играма 1952. у Хелсинкију, 1956. у Мелбурну и 1960. у Риму..
Био је члан Међународне комисије Пливачког савеза Југославије од 1968—71, а Комитета са ватерполо ФИНА од 1952—60.